# A-2001
La A-2001 es una carretera de la provincia de Cádiz anteriormente denominada  CA-602 . Une El Puerto de Santa María con Sanlúcar de Barrameda.

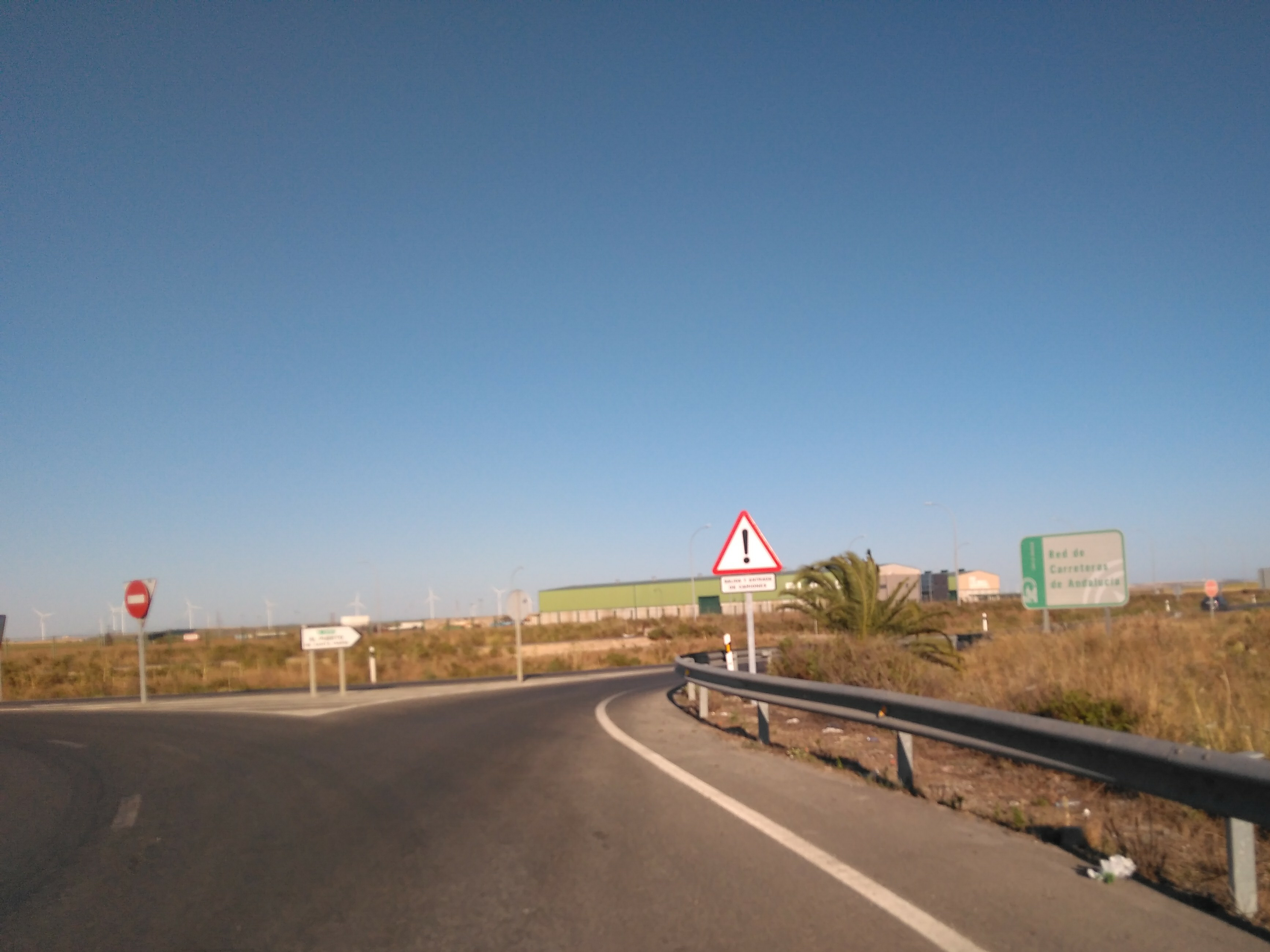
Inicio de la carretera en Sanlúcar